# Lavoir de Boignard
Pour les articles homonymes, voir Boignard.
 (décembre 2017).
Si vous disposez d'ouvrages ou d'articles de référence ou si vous connaissez des sites web de qualité traitant du thème abordé ici, merci de compléter l'article en donnant les références utiles à sa vérifiabilité et en les liant à la section « Notes et références ».
Le lavoir de Boignard est un lavoir, situé à Saulieu (département français de la Côte-d'Or, datant du XVIIIe siècle.

## Historique
Le lavoir du faubourg de Boignard a été construit en 1764.